# Deschampsia maderensis
Deschampsia maderensis là một loài thực vật có hoa trong họ Hòa thảo. Loài này được (Hack. & Bornm.) Buschm. mô tả khoa học đầu tiên năm 1950.